# Eozinofilnost
Eozinofilnost je lastnost tkiv in celic, da se intenzivno obarvajo s kislimi barvili (npr. eozinom).
Eozin je kislo barvilo in obarva bazične strukture. Eozinofilne strukture so navadno beljakovinske sestave in eozin jih obarva svetlorožnato. Eozinofilne strukture so na primer citoplazma, kolagen, Lewyjeva telesca ...
Eozin se običajno kombinira še z drugim barvilom, imenovanim hematoksilin. Barvanje s hematoksilinom in eozinom je najpogosteje uporabljano biološko barvanje v medicinski diagnostiki.